# Vương quốc New Zealand

Bản đồ Vương quốc New Zealand.

Vương quốc New Zealand gồm những khu vực mà Quốc vương New Zealand là người đứng đầu Nhà nước. Vương quốc New Zealand gồm có: New Zealand, Quần đảo Cook, Niue, Tokelau và Lãnh thổ phụ thuộc Ross tại Nam Cực, được quy định bởi Bản chứng nhận đặc quyền năm 1983 khi thành lập chức vụ Toàn quyền New Zealand

## Toàn quyền
Toàn quyền của New Zealand thay mặt Nguyên thủ Quốc gia (Charles III, với tư cách là Quốc vương New Zealand) trong phạm vi Vương quốc. Về bản chất, Toàn quyền đảm nhận mọi tước vị và duy trì các quyền thế của Nguyên thủ Quốc gia. Năm 2022 Toàn quyền là Cindy Kiro.

## Chủ quyền trong phạm vi Vương quốc

### Quần đảo Cook và Niue
Cả Quần đảo Cook và Niue đều có quyền tự trị trong liên kết tự do với New Zealand. Nghị viện New Zealand không được có hành động đơn phương mà vượt qua pháp luật của các quốc gia trên. Trong công việc đối ngoại và vấn đề phòng thủ, New Zealand thực hiện với tư cách là đại diện của các quốc gia trên nhưng chỉ khi được thông báo và được sự đồng ý của họ.
Như Toàn quyền New Zealand, hiến pháp Quần đảo Cook quy định chức vụ riêng biệt để đại diện cho Nữ hoàng. Người này không phải là cấp dưới của Toàn quyền và hành động như đại diện tại địa phương của quyền thế Nữ hoàng ở New Zealand. Từ năm 2005 Ngài Frederick Tutu Goodwin là người đại diện cho Nữ hoàng ở Quần đảo Cook. Sự giàn xếp này thực tế cho phép chính quyền địa phương có các hoạt động như một nước độc lập trên thực tế trong các công việc đối nội và hầu hết công việc đối ngoại.
Theo Hiến pháp Niue năm 1974, Toàn quyền New Zealand đóng vai trò là người đại diện cho Nữ hoàng
Ở Quần đảo Cook và Niue, Cao ủy New Zealand là đại diện ngoại giao của New Zealand. Từ năm 2009, Tia Barrett là Cao ủy New Zealand tại Quần đảo Cook và Anton Ojala là Cao ủy New Zealand tại Niue.
Bất chấp mối quan hệ gần gũi với New Zealand, cà Quần đảo Cook và Niue vẫn giữ một số quanhệ ngoại giao dưới tên gọi của họ. Cả hai nước có Cơ quan đại diện ngoại giao tại New Zealand và có Cao ủy New Zealand tại thủ đô hai nước. Trong thông lệ Thịnh vượng chung, Cao ủy đại diện cho chính phủ nước họ chứ không đại diện cho Nữ hoàng

### New Zealand
Bản thân New Zealand gồm có những nhóm đảo sau:
- Đảo Bắc, đảo Nam và các đảo ven bờ lân cận, tất cả tạo thành 16 vùng của New Zealnd
- Quần đảo Chatham ở phía đông, tạo thành Lãnh thổ Quần đảo Chatham.
- Quần đảo Kermadec ở phía bác và các quần đảo gần Nam Cực ở phía nam.

### Tokelau
Tokelau có mức độ độc lập về mặt pháp lý ít hơn Quần đảo Cook và Niue, và đang tiến tới tình trạng liên kết tự do. Đại diện của New Zealand là người quản lý các công việc của Tokelau và có quyền bỏ qua các luật lệ của địa phương. Người dân Tokelau không chấp thuận một hệ thống quyền lực lập lờ như Niue và Quần đảo Cook trong vài cuộc trưng cầu dân ý tổ chức bởi New Zealand và với yêu cầu của Liên Hợp Quốc.

### Lãnh thổ phụ thuộc Ross
Lãnh thổ phụ thuộc Ross là bộ phận theo hiến pháp New Zealand . Toàn quyền New Zealand Cũng là thống đốc Lãnh thổ phụ thuộc Ross. Lãnh thổ phụ thuộc Ross gồm có Trạm Mc Murdo, do Hoa Kỳ quản lý, Hoa Kỳ không công nhận chủ quyền của New Zealand ở Lãnh thổ phụ thuộc Ross. Việc tuyên bố chủ quyền tại lãnh thổ tiếp sau các điều khoản bắt buộc tại Hiệp ước Châu Nam Cực

### Tóm tắt
| Diện tích               | Đại diện của Nữ hoàng                          | Đứng đầu Chính phủ                        | Cơ quan lập pháp        | Thủ đô          | Dân số                                                      | Diện tích đất liền |
| ----------------------- | ---------------------------------------------- | ----------------------------------------- | ----------------------- | --------------- | ----------------------------------------------------------- | ------------------ |
| New Zealand             | Toàn quyền New Zealand                         | Thủ tướng New Zealand                     | Hạ viện                 | Wellington      | 4,107,883                                                   | 268,680 km²        |
| Quần đảo Cook           | Đại diện của Nữ hoàng                          | Thủ tướng Quần đảo Cook                   | Nghị viện Quần đảo Cook | Avarua          | 21,388                                                      | 236 km²            |
| Niue                    | Đại diện của Nữ hoàng (Toàn quyền New Zealand) | Thủ tướng Niue                            | Hội đồng Niue           | Alofi           | 2,145                                                       | 260 km²            |
| Tokelau                 | Quản trị viên                                  | Ulu-o-Tokelau (Trưởng Hội đồng hành pháp) | Tổng hội Fono           | Nukunonu, Atafu | 1,405                                                       | 10 km²             |
| Lãnh thổ phụ thuộc Ross | Thống đốc                                      | Người điều hành                           | Không                   | Scott Base      | Scott Base: 10–80; McMurdo Station: 200–1000 (tùy theo mùa) | 450,000 km²        |

## Tương lai của vương quốc
Tại New Zealand có những sự ủng hộ cho một nền cộng hòa New Zealand. New Zealand trở thành nền cộng hòa sẽ vẫn gồm có Lãnh thổ phụ thuộc Ross và Tokelau như các lãnh thổ phụ thuộc và Vương quốc New Zealand tiếp tục duy trì mà không có New Zealand, Lãnh thổ phụ thuộc Ross và Tokelau. Ý định này không trái luật và cũng như vậy, cả Quần đảo Cook và Niue bằng cách lập các vương quốc Thịnh vượng chung cùng có một Nguyên thủ Quốc gia. Tuy nhiên, một nền cộng hòa New Zealand muốn hiện nay là sự độc lập của Quần đảo Cook và Niue. Như vậy, số lựa chọn cho tương lai của Vương quốc New Zealand tồn tại nếu New Zealand tiến đến nền cộng hòa:
- Một nền cộng hòa New Zealand trong khi Quần đảo Cook và Niue giữ nguyên tình trạng liên kết tự do với New Zealand, nhưng coi Nữ hoàng của New Zealand là nguyên thủ quốc gia.
- Một nền cộng hòa New Zealand trong khi Quần đảo Cook và Niue có một nguyên thủ cộng hòa mới như nguyên thủ quốc gia và trở thành những Nhà nước độc lập.
- Một nền cộng hòa New Zealand trong khi Quần đảo Cook và Niue có nguyên thủ quốc gia riêng, nhưng duy trì tình trạng liên kết tự do với New Zealand.